# Bo'az Toporovsky
Bo'az Toporovsky (hebrejsky בועז טופורובסקי, narozen 17. července 1980 Rišon le-Cijon) je izraelský politik a poslanec Knesetu za stranu Ješ atid.

## Biografie
Absolvoval studium práv a ekonomie na Telavivské univerzitě. Byl aktivní v tamním studentském svazu a působil jako předseda celostátní studentské unie izraelských vysokoškoláků. Zastával i funkci člena Evropské studentské unie a byl poradcem Ministra sociální péče a sociálních služeb Izraele. Ve volbách do Knesetu roku 2009 kandidoval neúspěšně do parlamentu za stranu Cabar, kterou sám zakládal. Strana ovšem nezískala dost hlasů pro vstup do Knesetu. Tento politický subjekt zaměřený na mladé voliče nicméně získal zastoupení v městské samosprávě v Tel Avivu. Je ženatý. Sloužil v izraelské armádě. Má hodnost seržanta (Samal rišon).
Ve volbách v roce 2013 byl zvolen do Knesetu za stranu Ješ atid.